# Preben
Preben er et drengenavn af vendisk oprindelse, og kommer af det slaviske navn Pritbor, sammensat af ord for "skov" og "mark". 

## Historie
Da navne med endelsen -bjørn var almindelige i Danmark den gang, såsom Esbiorn (Esben) og Thorbiorn (Torben), eller Frøbjørn og hans far Isbjørn på den bornholmske runesten,  blev navnet hurtigt fordansket til Pridbiorn (Predbjørn), som efterhånden udviklede sig til Preben. I løbet af den første Preben Podebusks levetid findes hans navn overleveret i et utal af varianter, såsom Pridbori, Pretbernus, Prytborn, Pridbiorn, Prytbern, Prytbyørn og Predbern; men allerede i 1610 ses formen Prebenn. 
Navnet blev bragt til Danmark af Predbjørn Podebusk, søn af adelsmanden Henning Podebusk fra Putbus på Rügen, der omkring år 1350 kom i tjeneste hos Valdemar Atterdag. En senere Preben Podebusk dukker op i rettertingsprotokollerne, da hans enke Anne Mouridsdatter Gyldenstierne 10. juni 1542 sagsøgte Knud Gyldenstierne angående skiftet efter hendes mand. 
I 2016 var der ifølge Danmarks Statistik 11.900 personer i Danmark med navnet.  Populariteten faldt stærkt efter 1985, og siden 2005 er der ingen, der har fået navnet Preben. 

## Kendte personer med navnet
- Preben Arentoft, dansk tidligere fodboldspiller
- Preben Elkjær, dansk tidligere fodboldspiller
- Preben Hertoft, dansk professor, overlæge dr. med.
- Preben Kaas, dansk komiker, skuespiller, manuskriptforfatter og filminstruktør
- Preben Kok, dansk pensioneret sogne- og sygehuspræst, foredragsholder, sjælesørger og forfatter
- Preben Kristensen, dansk skuespiller og entertainer
- Preben Lerdorff Rye, dansk skuespiller
- Preben Mahrt, dansk skuespiller
- Preben Møller Hansen, dansk restauratør, politiker og forbundsformand
- Preben Neergaard, dansk skuespiller
- Preben Palsgård, bugtaler
- Preben Rasmussen, dansk tidligere professionel bokser i letvægt og letweltervægt
- Preben Steen Nielsen, der af frygt for, at hans fornavn Preben skulle uddø, i 2016 på Facebook udlovede en dusør på kr 10.000 til den næste dansker, der valgte at kalde sit barn for Preben. [6] Han fik respons fra et forældrepar i Tromsø i Nord-Norge, der dog trak sig grundet den store medieopmærksomhed. [7] Men faktisk havde et New York-baseret forældrepar nylig kaldt sønnen Preben; han havde ovenikøbet mødt Hillary Clinton. [8] I Danmark endte Nielsens projekt med, at en lille abekat - en kattalemur - i Odsherred Zoo fik navnet Preben. [9]
- Preben Uglebjerg, dansk skuespiller og entertainer
- Preben Van Hecke, belgisk professionel cykelrytter
- Preben Wilhjelm, dansk politiker, forfatter og samfundsdebatør
- Preben Wolf, dansk kriminolog og lektor i sociologi ved Københavns Universitet
- Preben Morth, dansk forsker, der har kortlagt krystalstrukturen i Na,K, den molekylære pumpe, [10] hvis opdagelse gav Jens Christian Skou en Nobelpris.

## Navnet anvendt i fiktion
- I Per Højholts Gittes monologer, optræder Preben som Gittes samlever. Ofte siger Gitte noget i stil med: "Det sagde jeg ligesom oss’ te’ Preben ... Preben, sagde jeg så, – men ve’ du hva ..."
- I det svenske underholdningsprogram Nöjesmassakern, der blev sendt i svensk TV i 1985, optrådte de to bagere, Preben & Preben, som dog aldrig fik bagt noget, da de altid først skulle "have en lille én".
- I Søs Egelind og Kirsten Lehfeldts underholdningsprogram, Kongeriget, optræder figuren, Preben Bonfils, som en lidt tvivlsom TV-mand.
- I radioprogrammet Mads og Monopolet bliver Preben brug som betegnelsen for en unavngiven mand.